# ویلموتیه
ویلموتیه (به فرانسوی: Villemotier) یک کمون در فرانسه است که در Canton of Coligny واقع شده‌است.

## خصوصیات
ویلموتیه ۱۳٫۸۶ کیلومترمربع مساحت و ۵۹۷ نفر جمعیت دارد و ۲۱۹ متر بالاتر از سطح دریا واقع شده‌است.